# Uhrenmuseum Winterthur

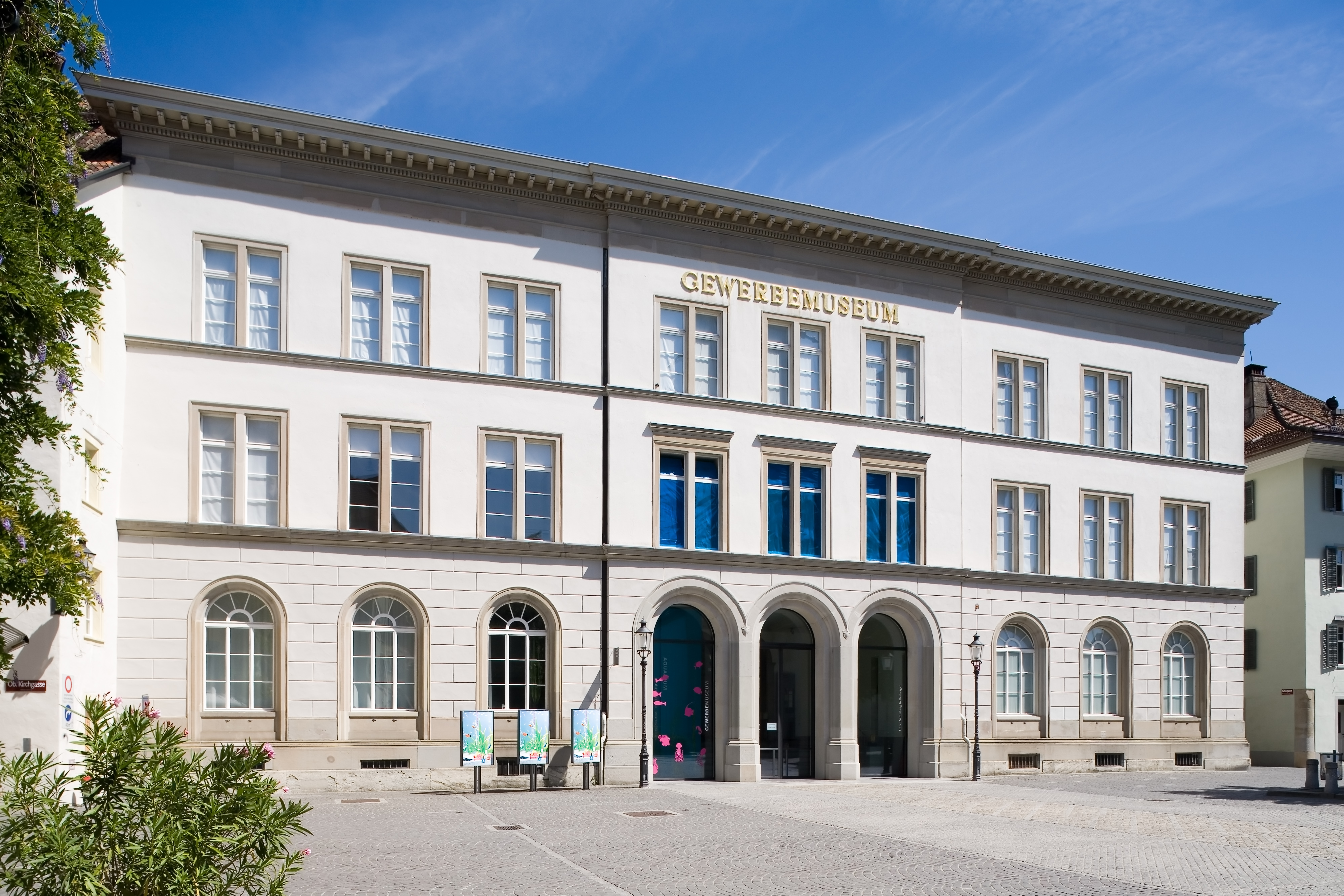
Gewerbemuseum Winterthur

Das Uhrenmuseum Winterthur befindet sich im gleichen Gebäude wie das Gewerbemuseum Winterthur, in der Altstadt von Winterthur in der Schweiz.

## Geschichte
Die von Konrad Kellenberger (1907–1976) in 44 Jahren zusammengetragene Sammlung von Weltrang ging 1970 in den Besitz der Stadt Winterthur über. Danach wurde sie unter dem Namen Uhrensammlung Kellenberger zunächst im Winterthurer Rathaus gezeigt. 1999 konnte die Sammlung im neu renovierten und erweiterten Gewerbemuseum Winterthur am Kirchplatz eigene Räumlichkeiten beziehen. 2012 erhielt die Uhrensammlung Kellenberger prominenten Zuwachs: Die Taschenuhrensammlung von Oscar Schwank (* 1937) gelangte mit rund 220 Exponaten nach Winterthur und bereichert seit da die Uhrensammlung Kellenberger. Gleichzeitig wurden die Museumsbestände mit Sammlungsstücken erweitert. Durch Leihgaben, Schenkungen und Nachlässe, aber auch Neuerwerbungen wurde der Sammlungsbestand bereichert und vervollständigt.
Im Herbst 2017 erfolgte die Umbenennung in Uhrenmuseum Winterthur, um den Sammlungen mit internationalem Renommee gerecht zu werden. Heute zeigt das Uhrenmuseum Winterthur Uhren aus sechs Jahrhunderten. Viele Uhrwerke der ausgestellten Uhren sind aktiv, sodass ihr Ticken den Museumsbesuch untermalt. 

## Ausstellung und Schwerpunkte

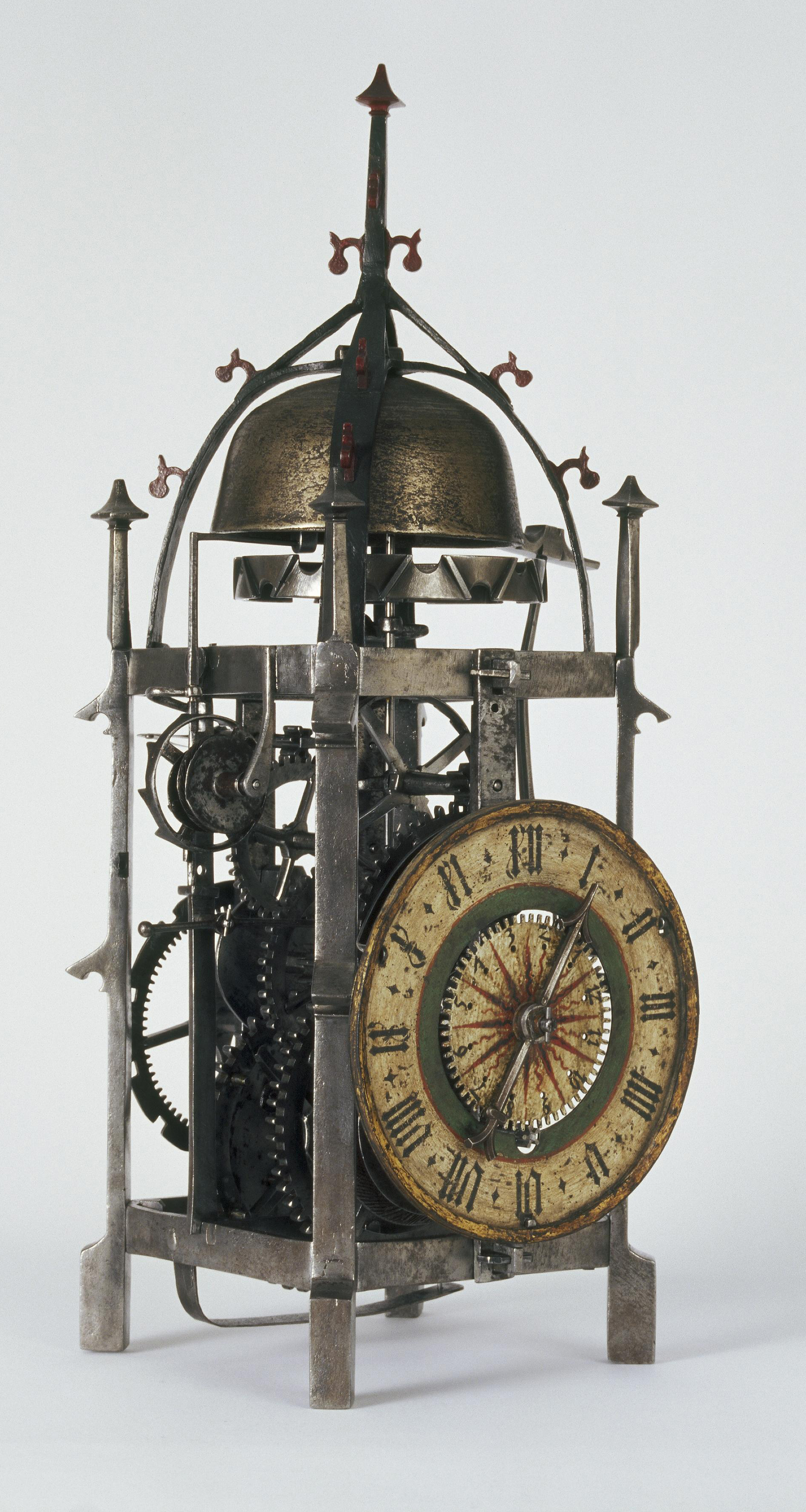
Eiserne Konsolenuhr

### Uhrensammlung Konrad Kellenberger
Die Sammlung von Konrad Kellenberger zeigt eiserne Hausuhren des 15. bis 17. Jahrhunderts aus dem deutsch- und französischsprachigen Raum sowie Konsolenuhren der Winterthurer Uhrmacherfamilie Liechti. Einen weiteren Schwerpunkt der Sammlung bildet die Kollektion von Schweizer Holzräderuhren aus dem 17. bis 19. Jahrhundert. In einem Kontrast dazu stehen die kunstvollen Prunkuhren aus der Renaissance, darunter die Monstranz aus Augsburg um 1600. Ergänzt wird die Uhrengeschichte mit Sonnen- und Sanduhren, mit Laternenuhren, Pendel- und Taschenuhren. Auch umfasst die Sammlung Raritäten und Liebhaberstücke, die alle von der Handwerkskunst zeugen.
Kellenberger arbeitete als Mechaniker am Technikum Winterthur. Für den Unterricht stellte er jeweils Modelle her und fand über die Technik den Zugang zum Phänomen der Zeitmessung. Seine erste, im Jahre 1925 gekaufte kleine Schwarzwälder Uhr stammt vermutlich von Josef Sorg, einem deutschen Uhrmacher, der um 1830 eine Miniatur-Wanduhr nach Schwarzwälder Vorbild entwickelte. Nach und nach vermehrte sich seine Sammlung um immer seltenere Uhren, zu denen sich auch alte Werkzeuge und Maschinen gesellten. 1975 kamen zur ersten Uhr der Uhrenmacherdynastie Liechti aus Winterthur fünf weitere eiserne Konsolenuhren von Erhard Liechti hinzu.

### Taschenuhrensammlung Oscar Schwank
Ausserdem zeigt das Uhrenmuseum Winterthur die Taschenuhrensammlung von Oscar Schwank. Vor der öffentlichen Präsentation im Uhrenmuseum Winterthur war Oscar Schwanks Sammlung nur einem kleinen Kreis von Eingeweihten bekannt. Die Uhren aus dieser Sammlung demonstrieren technisches Können und künstlerische Raffinesse und zeugen ebenso von Reichtum und standesgemässer Repräsentation. Die historischen Taschenuhren aus dem 16. bis 20. Jahrhundert werden in der permanenten Ausstellung als konzentrierte Auswahl inszeniert, die gleichzeitig die Entwicklungsgeschichte der tragbaren Uhren erzählt. In der Kollektion finden sich einige der seltenen Revolutionsuhren aus den Jahren 1793–1795, Zeugnisse einer dezimalen Zeitrechnung, die während der französischen Revolution eingeführt wurde. Dass die tragbare Uhr auch ein Spielzeug für die betuchte Gesellschaftsschicht war, zeigen die raren Taschenuhren mit Automatenfiguren, von denen einige selbst mit einem Musikwerk ausgestattet sind.
Den Grund für seine aussergewöhnliche Privatsammlung legte Oscar Schwank (* 1937) bereits in jungen Jahren während seiner Uhrmacherlehre mit dem Ankauf einer ersten antiken Silberuhr. Später war er nicht nur Inhaber eines eigenen Uhrengeschäftes in Zürich/Schweiz, sondern ebenso ein leidenschaftlicher Sammler von antiken Uhren.